# Mincha

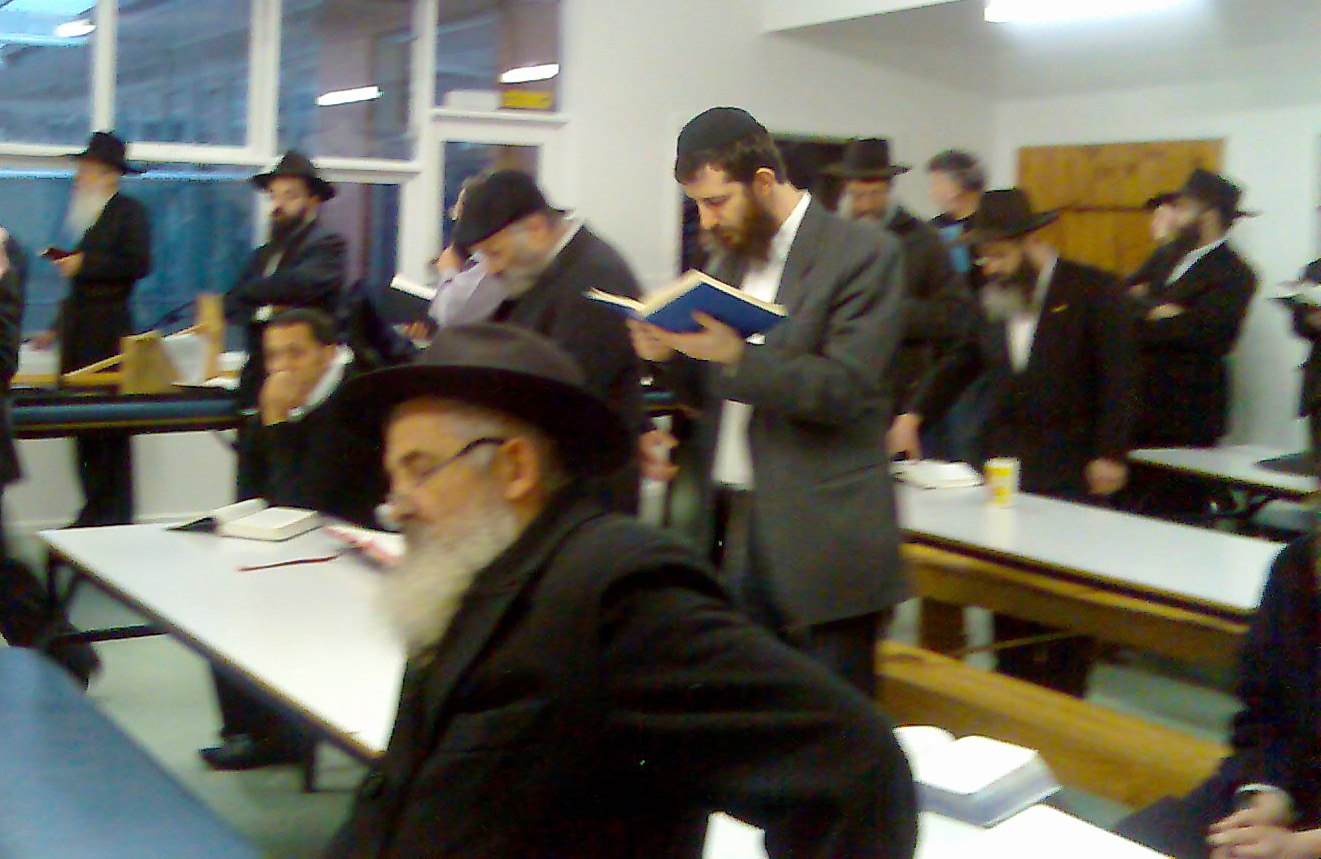
Servei d'oració de Mincha en una Ieixivà.

Mincha (en hebreu: תפילת מנחה) (transliterat: Tefilat Mincha) és el servei d'oració de la tarda que té lloc en el judaisme ortodox. El nom Mincha, prové de l'ofrena de menjar (korban) oferta amb els sacrificis realitzats en el Temple de Jerusalem (Beit HaMikdash).

## Origen
El substantiu hebreu Mincha (מנחה) es fa servir 211 vegades en el text masorètic de la Bíblia hebrea (el Tanach), sent els primers casos el sacrifici ofert per Caín i Abel a Gènesi 4. El Talmud diu que l'oració de Mincha va començar amb Isaac. Aquest fet va ser descrit a Gènesi 24:63 amb les paraules: "Isaac va sortir a conversar al camp". Aquí el verb "conversar" (en hebreu: שוח) es refereix a parlar amb Déu.

## Temps per a la recitació
L'oració de Mincha és diferent de les oracions de Shacharit i Maariv, perquè es recita diàriament al migdia, excepte durant els dies festius. A diferència de l'oració de Shacharit, que es recita a l'alba, i l'oració de Maariv, que es recita abans d'anar a dormir, Mincha és l'oració de la tarda, i degut a això, molts grups d'oració de Mincha s'han format en llocs on hi ha molts jueus.
L'oració de Mincha es pot recitar mitja hora després del migdia segons la Halacà. Aquest primer temps es coneix com a "Mincha Guedola" (la "Mincha gran"). No obstant això, aquesta es recita preferiblement després de "Mincha Ketana" (la "Mincha petita") (aproximadament dues hores i mitja abans de fosquejar). Idealment, s'han de completar les oracions abans del vespre, encara que moltes autoritats rabíniques permeten recitar la Mincha fins al vespre.
Està permès recitar l'oració de Mincha després de la posta del sol. La Mixna Berura afirma que és preferible recitar l'oració de Mincha sense un Minyan abans de la posta del sol, que recitar-la amb un Minyan format després de la posta del sol.
No obstant això, es pot repetir l'oració de Maariv en sàbat. Cal tenir en compte que l'oració de Mincha que s'ha perdut, es pot recuperar mitjançant la segona Amidà.

## Oracions
L'oració de Mincha realitzada durant un dia de la setmana inclou les següents oracions:
- Axrei.
- Uvà LeTzion (només en sàbat i en els dies festius).
- Lectura de la santa Torà (només en sàbat i en els dies de dejuni).
- Amidà.
- Tachanun (és omès en sàbat i en els dies festius).
- Tzidkatja Tzedek (tan sols durant el sàbat).
- Aleinu.

## Jueus sefardites italians
Els sefardites i els jueus italians comencen les oracions de Mincha amb el Salm 84 i amb Korbanot (Nombres 28:1-8), i generalment continuen amb el Pitum HaKetoret. La secció d'obertura es conclou amb el versicle Malaquies 3:4.

## Jueus alemanys i polonesos
Els asquenazites, els jueus alemanys, i els jueus polonesos, comencen amb un Ribon HaOlamim, després un Ribon HaOlam, després Korban HaTamid, i després Ashrei. Des de Roix ha-Xanà fins a Yom Kippur, i en els dies de dejuni, excepte durant el sàbat i Tisha be-Av, s'afegeix Avinu Malkeinu després de l'oració de l'Amidà. En Yom Kippur, Uvà LeTzion (i Axrei segons els jueus asquenazites) s'ometen de l'oració de Mincha, i aquesta comença amb la lectura de la santa Torà. Axrei i Uvà LeTzion formen part del servei de Neilà.